# Leandra pectinata
Leandra pectinata är en tvåhjärtbladig växtart som beskrevs av Célestin Alfred Cogniaux. Leandra pectinata ingår i släktet Leandra och familjen Melastomataceae. Inga underarter finns listade i Catalogue of Life.